# Карлссон, Дагни
Дагни Карлссон Валборг, урождённая Эрикссон (швед. Dagny Valborg Carlsson (Eriksson); 8 мая 1912, Кристианстад — 24 марта 2022, Росунда, Стокгольм) ― шведская долгожительница и блогер.
Карлссон, которая в своём блоге называла себя Боян, с молодости работала швеёй на фабрике, а также окончила текстильный институт в Норрчёпинге. В возрасте 99 лет начала обучаться на курсах работы с компьютером, а уже через год, когда ей исполнилось 100 лет, завела свой блог и получила большую известность в СМИ. На вопрос о том, как ей удалось дожить до такого возраста, она ответила, что дело в хороших генах и любопытстве. Карлссон принимала участие в нескольких телевизионных шоу: Nyhetsmorgon на канале TV4, Fråga doktorn, Gomorron Sverige на канале SVT, а также снялась в документальном сериале SVT Det är inte så dumt att bli gammal. Также была гостем на ток-шоу Skavlan в выпуске от 4 марта 2016 года.
Принимала участие в телевикторине Bingolotto на канале TV4. В 2016 году сыграла эпизодическую роль в сиквеле фильма «Столетний старик, который вылез в окно и исчез», где изображала женщину, которая переезжала в дом престарелых.